# Fluidos térmicos
El área de los termofluidos (también, fluidos términos) es una rama de la ciencia y la ingeniería que abarca cuatro campos que se cruzan:
- Transferencia de calor
- Termodinámica
- Mecánica de fluidos
- Combustión

El término es una combinación de "termo", que se refiere al calor, y "fluidos", que se refiere a líquidos, gases y vapores. La temperatura, la presión, las ecuaciones de estado y las leyes de transporte juegan un papel importante en los problemas de los termofluidos. La transición de fase y las reacciones químicas también pueden ser importantes en un contexto de termofluidos.

## Transferencia de calor
La transferencia de calor es una disciplina de la ingeniería térmica que se refiere a la transferencia de energía térmica de un sistema físico a otro. La transferencia de calor se clasifica en varios mecanismos, como conducción de calor, convección, radiación térmica y transferencia de cambio de fase. Los ingenieros también consideran la transferencia de masa de diferentes especies químicas, ya sea fría o caliente, para lograr la transferencia de calor. 
Las secciones incluyen: 
- Transferencia de energía por calor, trabajo y masa
- Leyes de la termodinámica
- Entropía
- Técnicas de refrigeración
- Propiedades y naturaleza de las sustancias puras.

### Aplicaciones
- Ingeniería: Predecir y analizar el rendimiento de las máquinas.

## Termodinámica
La termodinámica es la ciencia de la conversión de energía que involucra calor y otras formas de energía, sobre todo el trabajo mecánico. Estudia e interrelaciona las variables macroscópicas, como temperatura, volumen y presión, que describen sistemas físicos, termodinámicos. 

## Mecánica de fluidos
Mecánica de fluidos el estudio de las fuerzas físicas que actúan durante el flujo de fluidos. La mecánica de fluidos se puede dividir en cinemática de fluidos, el estudio del movimiento de fluidos y cinética de fluidos, el estudio del efecto de las fuerzas sobre el movimiento de fluidos. La mecánica de fluidos se puede dividir en estática de fluidos, el estudio de fluidos en reposo y la dinámica de fluidos, el estudio de fluidos en movimiento. Algunos de sus conceptos más interesantes incluyen el impulso y las fuerzas reactivas en el flujo de fluidos y la teoría y el rendimiento de la maquinaria de fluidos. 
Las secciones incluyen: 
- Flujo y continuidad de fluidos
- Momento en los fluidos
- Fuerzas estáticas y dinámicas en un límite
- Flujo laminar y turbulento
- Altura metacéntrica y estabilidad del vaso

### Aplicaciones
- Diseño de bombas.
- Generación de energía hidroeléctrica.
- Arquitectura naval.

## Combustión
La combustión es la secuencia de reacciones químicas exotérmicas entre un combustible y un oxidante acompañada de la producción de calor y la conversión de especies químicas. La liberación de calor puede resultar en la producción de luz en forma de llama o incandescencia. Los combustibles de interés a menudo incluyen compuestos orgánicos (especialmente hidrocarburos) en fase gaseosa, líquida o sólida. 